# Pachydema rebellis
Pachydema rebellis är en skalbaggsart som beskrevs av Joseph Henri Adelson Normand 1925.
Pachydema rebellis ingår i släktet Pachydema och familjen Melolonthidae. Inga underarter finns listade i Catalogue of Life.